# Дельвіг Сергій Миколайович
Сергій Миколайович Дельвіг (4 липня 1866, Москва — 1944, Каїр, Єгипет) — український військовий діяч, генерал-лейтенант Російської імператорської армії, генерал-полковник Армії УНР, військовий історик, співробітник військового-наукового та літературного журналу — «Табор».

## Життєпис
Народився 4 липня 1866 р. в Москві. Походив з дворян Московської губернії.

### У Російській армії

В часі служби в РІА

Початкову освіту здобув у 2-му Московському кадетському корпусі (закінчив 1883 р.). На військовій службі з 1 вересня 1883 р. Закінчив Михайлівське артилерійське училище в 1886 р. та Михайлівську артилерійську академію (1891; по 1-му розряду), Офіцерську артилерійську школу.
З 1886 служив у кінному взводі 2-ї резервної артилерійської бригади. Підпоручик, з 1888 — поручик, з 1891 — штабс-капітан, з 1896 — капітан, з 1899 — підполковник та командир пішої батареї Офіцерської артилерійської школи. В 1903 за відвагу присвоєно звання полковника. Учасник російсько-японської війни (1904—1905). За бойові заслуги під час цієї війни нагороджений орденом Святого Станіслава ІІ ст. з мечами (1905) і Золотою Георгіївською зброєю (1908). З 1906 — помічник начальника Офіцерської артилерійської школи. В 1909 за відміну отримав чин генерал-майора. З 1909 — командир 24-ї артилерійської бригади. В 1912 нагороджений орденом Святого Володимира ІІІ ст.
З 1914 — в.о. інспектора артилерії 9-го армійського корпусу, на цій посаді вступив на фронт Першої світової війни. В 1914 нагороджений орденом Святого Георгія IV ст. З січня 1915 р. — генерал-лейтенант та інспектор артилерії 9-го армійського корпусу. Командував артилерією під час облоги австрійської фортеці в Перемишлі, після взяття якої, з 19 квітня 1915 р., її комендант. З червня 1915 року — в розпорядженні головнокомандувача Південно-Західним фронтом. З 20 жовтня 1915 р. — командир 40-го армійського корпусу. З квітня 1916 — інспектор артилерії армій Південно-Західного фронту, успішно керував артилерією під час наступу військ фронту (т. зв. Брусиловського прориву). З весни 1917 — у відставці. На момент завершення військової служби був нагороджений всіма російськими орденами до ордена Білого Орла з мечами включно.

### На службі Україні
У листопаді 1917 р. був призначений начальником інспекторату артилерії Українського Генерального військового штабу. На початку 1918 — начальник артилерії Гайдамацького Коша Слобідської України. У березні 1918 повернувся в Київ. У період правління гетьмана П.Скоропадського керував організацією управління артилерією в армії Української Держави. 3 1919 — інспектор артилерії Армії Української Народної Республіки.
У червні 1919 р. очолював делегацію Української Народної Республіки на переговорах про перемир'я з Польщею під час Чортківського наступу (офензиви) 1919 року Української Галицької Армії, яке було заключено 16 червня 1919 р.
Договір про перемир'я встановлював демаркаційну лінію між Українською Галицькою Армією і польськими військами по так званій лінії Дельвіга. Нею мали розділятися позиції військ ЗО УНР і Польщі по кордону Заложці-Тернопіль-Острів-Літятин-Незвиська. Проте Диктатор ЗО УНР Євген Петрушевич не визнав умов перемир'я, наступ галицьких частин тривав.
У 1919—1921 роках — військовий аташе-голова української військової місії при Посольстві УНР в Румунії. У жовтні 1920 р. С. Петлюра надав повноваження голові дипломатичної місії в Румунії Костю Мацієвичу і генералу Дельвігу вести переговори, укласти військову конвенцію з урядом генерала П.Врангеля за умов визнання останнім самостійності УНР і її уряду. З лютого 1921 член Вищої військової ради УНР.
3 серпня 1921 року підвищений до звання генерал-полковника армії УНР. Очолював Товариство колишніх вояків Армії УНР та Українську громаду в Румунії.
Не знав української мови.
Після 1921 року жив в еміграції в Румунії. У 1923—1926 рр. був членом керівного комітету української еміграції в Румунії. Працював інженером на фабриці братів Шіль у Бухаресті, потім на заводах «Конкордія» в Кодлі. В 1944 переїхав у Єгипет, де й помер, в Каїрі, у цьому ж році.

## Вшанування пам'яті
- Провулок Сергія Дельвіга є у місті Вознесенськ.